# Austrolestes io
Austrolestes io – gatunek ważki z rodziny pałątkowatych (Lestidae).

## Galeria

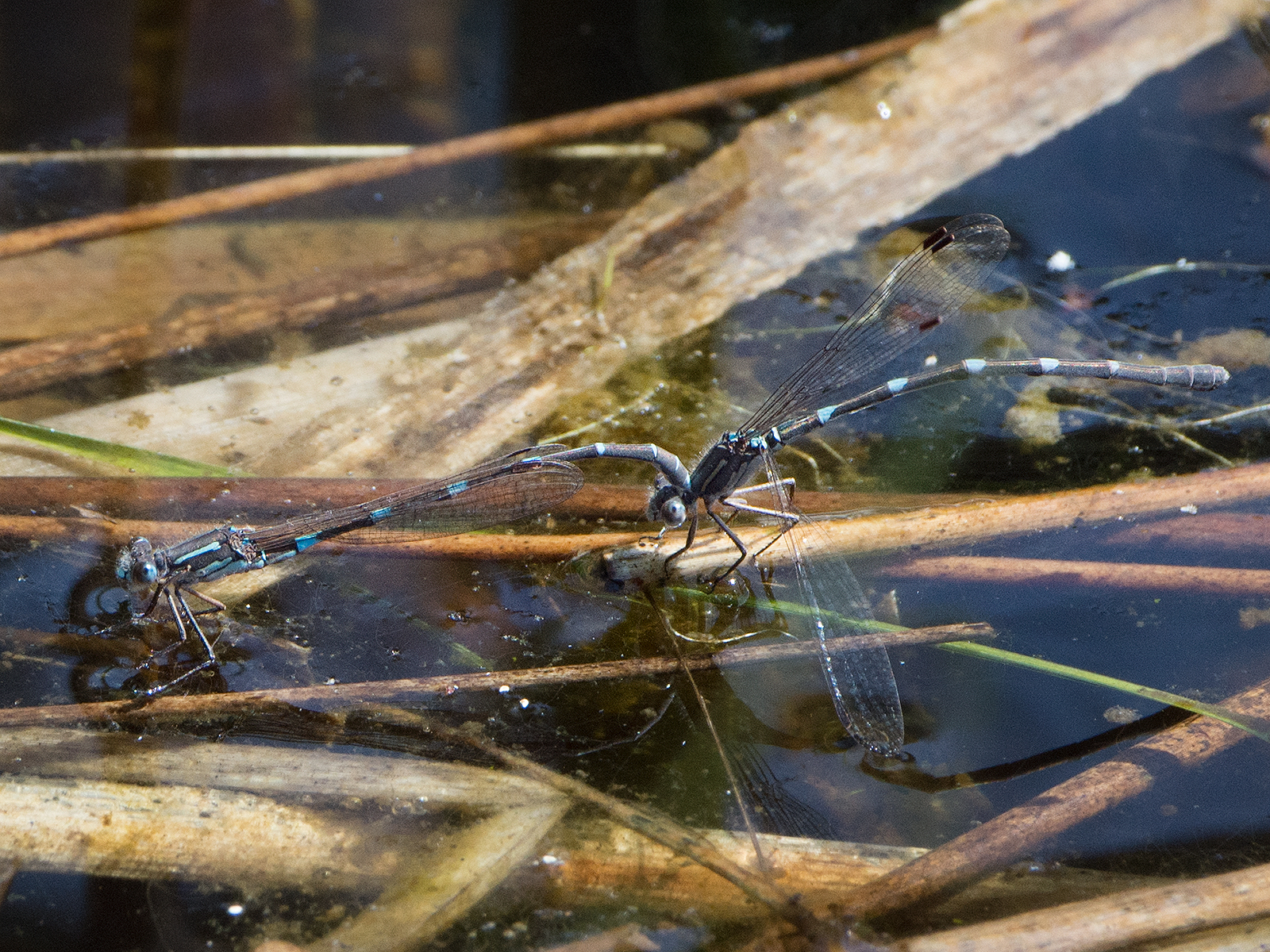
Para w trakcie kopulacji
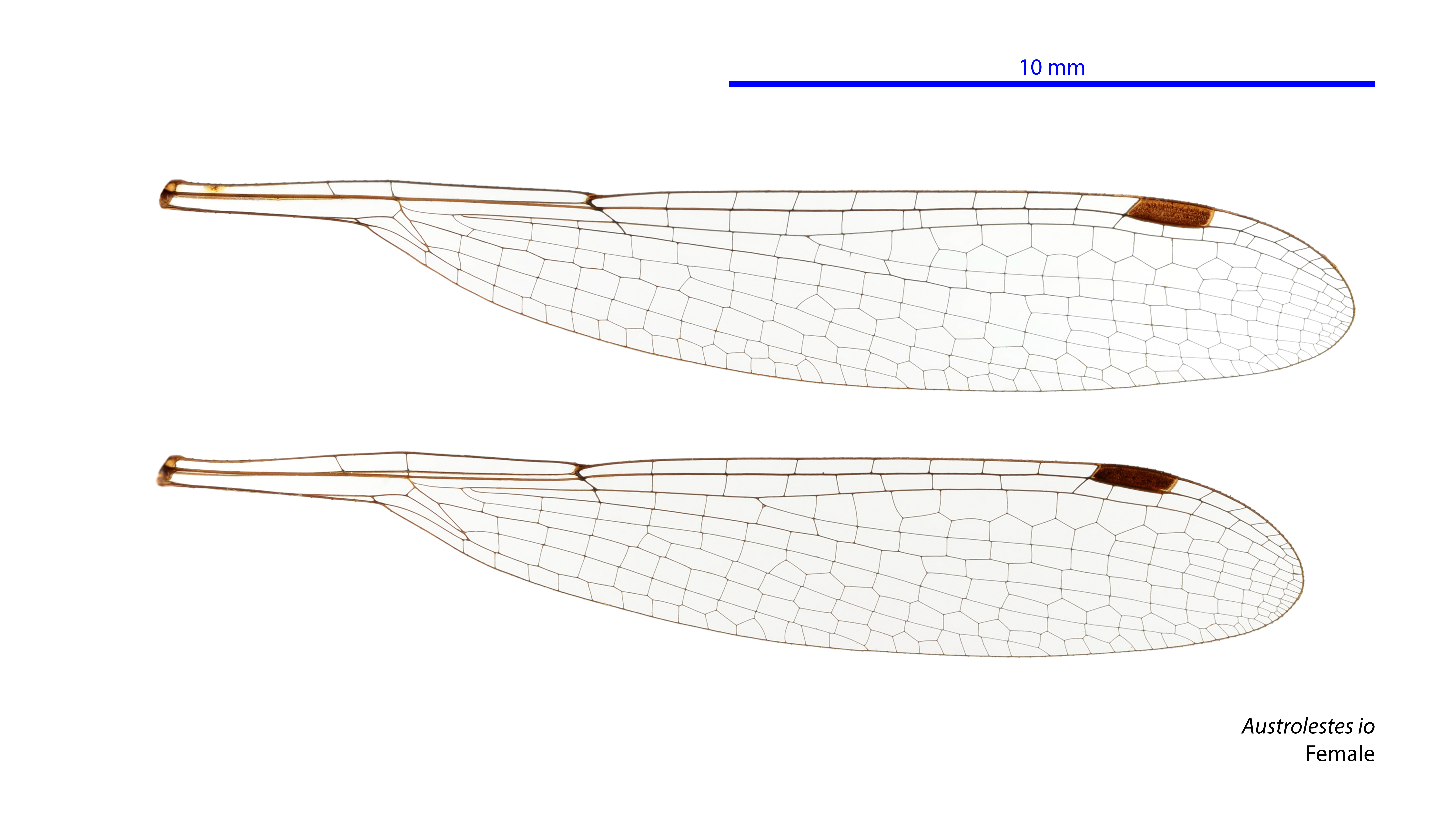
Skrzydła samicy
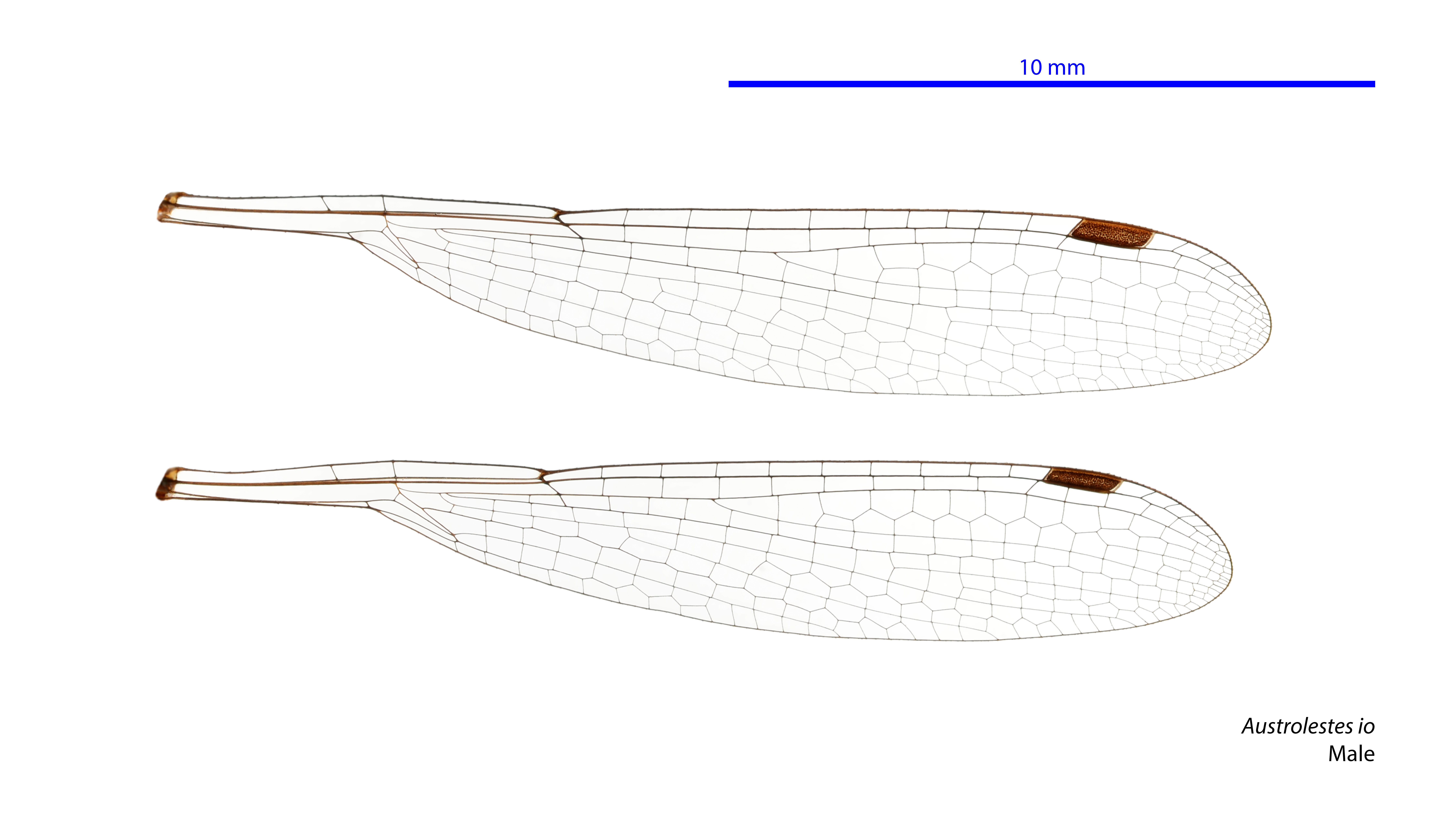
Skrzydła samca